# Río Damodar
El río Damodar (en hindi: दामोदर नदी, en bengalí: দামোদর নদ) se origina cerca de la localidad de Chandwa, en el distrito de Palamau, en la meseta Chota Nagpur, en el estado de Jharkhand en el este de la India. Fluye hacia el este en un largo discurrir de 592 kilómetros por los estados de Jharkhand y Bengala Occidental hasta el estuario del río Hooghly. Tiene gran número de afluentes y subtributarios, como los ríos Barakar, Konar, Bokaro, Haharo, Jamnai, Ghari, Guaia, Khadia y Bhera.
En algunos de los idiomas locales de Jharkhand se le llama Damuda, por «damu», sagrado y «da», agua. El antiguo Damodar solía fluir a través de Bengala en un curso directo de oeste a este, para unirse al río Hughli cerca de Kalna. Sin embargo, su curso ha cambiado y en sus alcances más bajos la mayoría de sus aguas fluyen en el río Mundeswari, que combina con otros ríos y finalmente la mayoría del agua del Damodar desemboca en el río Rupnarayan. El balance de agua que fluye a través de lo que se conoce como Damodar acaba en el Hughli, al sur de Calcuta.
El Barakar es el afluente más importante del Damodar. Se origina cerca de Padma, en el distrito de Hazaribagh, y fluye a través de Jharkhand antes de unirse al Damodar cerca de Dishergarh, en Bengala Occidental. El Damodar y el Barakar trifurcan la meseta de Chota Nagpur. Los ríos atraviesan zonas montañosas con gran fuerza, arrasando todo lo que encuentran a su paso. Dos puentes sobre el Grand Trunk Road, cerca de Barhi, en el distrito de Hazaribagh, fueron derribados por el Barakar, un gran puente de piedra de 1913 y otro puente de hierro posterior, de 1946.

## Río de los Dolores
La meseta Chota Nagpur recibe una precipitación media anual de alrededor de 1400 mm, casi toda en los meses del monzón, entre junio y agosto. El enorme volumen de agua que fluye por el Damodar y sus afluentes durante los monzones suele ser muy caudaloso y violento en la parte alta del valle, pero en el valle inferior habitualmente se desborda por sus riberas en grandes zonas de inundación.
El río Damodar era conocido anteriormente como el River of Sorrows («río de los Dolores»), ya que solía inundar muchas áreas de los distritos de Bardhaman, Hughli, Howrah y Medinipur. Incluso ahora las inundaciones afectan a veces a la parte baja del valle del Damodar, pero los estragos que causaba en sus primeros años son ahora historia.
Las inundaciones eran prácticamente un rito anual, pero en algunos años el daño fue probablemente mayor, por lo que muchas de las grandes inundaciones del Damodar han quedado registradas en la historia —1770, 1855, 1866, 1873-74, 1875-76, 1884-85, 1891 -92, 1897, 1900, 1907, 1913, 1927, 1930, 1935 y 1943— y en al menos cuatro de ellas —1770, 1855, 1913 y 1943— llegó a inundarse la mayor parte de la ciudad de Bardhaman.
En 1789 se firmó un acuerdo entre Maharaja Kirti Chand de Burdwan y la East India Company, en la que al maharajá se le pidió que pagará una cantidad adicional de Rs. 1,93,721 para la construcción y mantenimiento de terraplenes para evitar las inundaciones. El acuerdo, sin embargo, fue objeto de controversia y en 1866 y 1873 fue aprobada la The Bengal Embankment Act (ley de encauzamiento de Bengala), transfiriendo las competencias para construir y mantener los cauces para el gobierno.

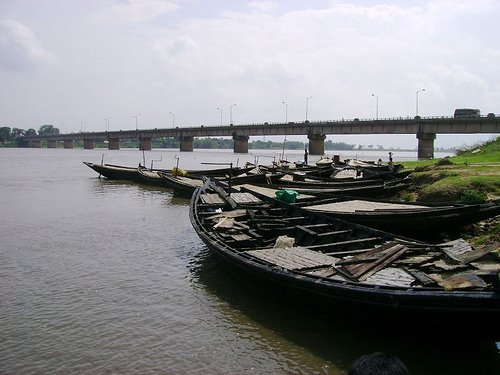
Krishak Setu sobre el río Damodar, cerca de Bardhaman

Tan grande era la devastación causada cada año que las inundaciones pasaron al folclore, como testifica la siguiente canción Bhadu:

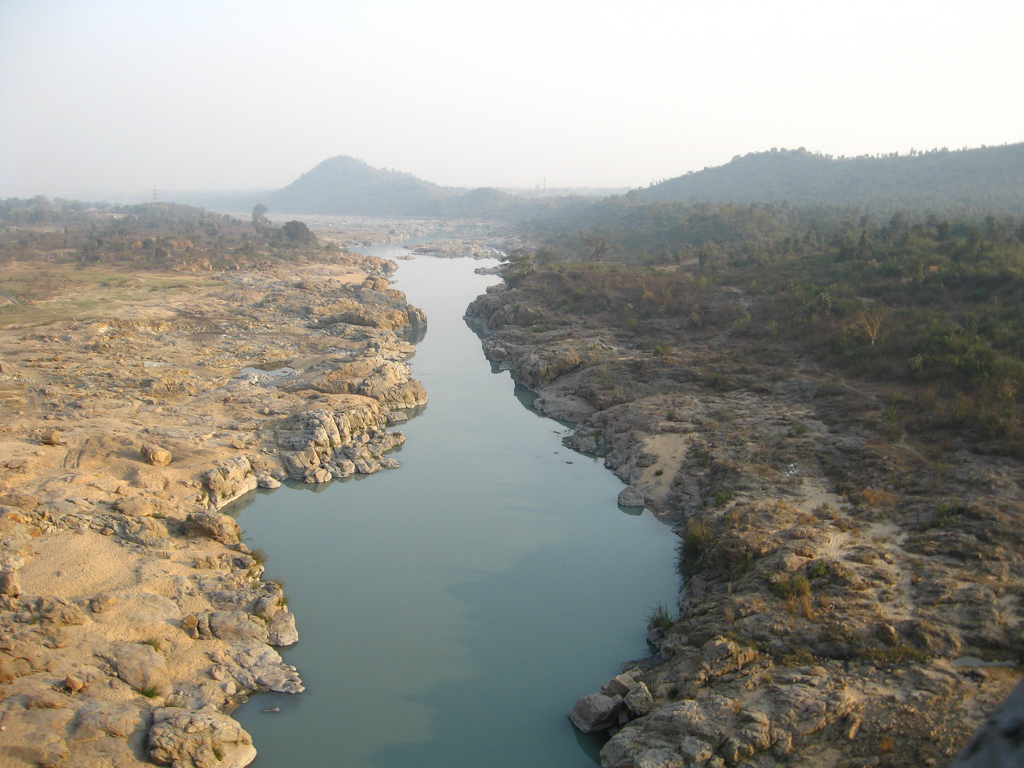
El Damodar en su curso alto

asara maasey chaas koirechhi
anbo bhadu bhadore.
damudare baan dekkechhe
kheya lau nai chole.
hei damudar pae pori
tuchka tumi baan kamao
bachhor pore bhadu asbek
lau bukey bhaste dao.
Hemos sembrado los cultivos en Asar
Traeremos a Bhadu en Bhadra.
Las inundaciones han hinchado el Damodar
Los veleros no pueden navegar.
¡Oh, Damodar! Caemos a tus pies
Reduce las inundaciones un poco.
Bhadu llegará un año después
Deja que los botes surquen tu superficie.
Canción popular

## Valle del Damodar
El valle del Damodar se encuentra en la meseta Chota Nagpur del estado de Jharkhand. También se extiende a algunas partes del estado de Bengala Occidental. El valle recibe su nombre del río Damodar, que surge en esta meseta. El Valle de Damodar es una de las zonas más industrializadas de la India. Tres plantas de acero ((Bokaro, Burnpur y Durgapur), de la Steel Authority of India Limited (SAIL) y otras fábricas están situadas en el valle.
El valle del Damodar se extiende por los distritos de Hazaribagh, Koderma, Giridih, Dhanbad, Bokaro y Chatra, de Jharkhand, y los distritos de Bardhaman y Hooghly, en Bengala Occidental y cubre parcialmente los distritos de Palamu, Ranchi, Lohardaga y Dumka, de Jharkhand y los distritos de Howrah, Bankura y Purulia, de Bengala Occidental, con un área de 24.235 km².
El valle del Damodar tiene una variedad de depósitos minerales, con grandes reservas de carbón y mica y materiales refractarios. La mayor (casi la única) reserva de carbón de coque en el país se encuentran en los yacimientos de carbón de Jharia, en el valle. El valle también genera el 60% de carbón de rango medio de la India. La Coal India Limited opera en el valle a gran escala. La zona es un cinturón industrial altamente desarrollado. Muchos se refieren al valle del Damodar como el «Ruhr de la India» debido a sus similitudes con la región minero-industrial de Alemania.
Se han construido en el valle varias presas para la generación de energía hidroeléctrica. En los últimos tiempos, el Damodar se ha convertido en uno de los ríos más contaminados de la India, con sustancias químicas, desechos mineros y efluentes tóxicos que desembocan en el río de las minas y las industrias ubicadas en el valle. Se están realizando esfuerzos para reducir el nivel de contaminación en el río
La Damodar Valley Corporation, popularmente conocida como DVC, entró en funciones el 7 de julio de 1948 por una ley de la Asamblea Constituyente de la India (Ley N º XIV de 1948), como primer proyecto de valle multipropósito de la India independiente. Se basa en la Tennessee Valley Authority de Estados Unidos.
El enfoque inicial de la DVC fue el control de inundaciones, el riego, la generación, transmisión y distribución de electricidad, la conservación ecológica y la reforestación, así como la creación de empleo para el desarrollo socioeconómico el bienestar de las personas residentes en los alrededores de las zonas afectadas por los proyectos de la DVC . Sin embargo, durante las últimas décadas, la generación de energía ha cobrado prioridad. Otros objetivos de la DVC, sin embargo, siguen siendo parte de su responsabilidad primaria. Las presas en el valle tienen una capacidad máxima para moderar las inundaciones de 650.000 a 250.000 m³/s. La DVC ha creado un área potencial de riego de 3640 km².
La primera presa construida fue en 1953, en Tilaiya, en el río Barakar, un afluente del río Damodar. La segunda fue construida en el río Konar, otro de los afluentes del Damodar, en Konar, en el año 1955. Otros dos presas más, se construyeron en Maithon, en 1957, en el Barakar y en Panchet, en el Damodar, yen 1959. Estas dos últimas presas están a unos 8 km aguas arriba del punto de confluencia de ambos ríos. Estas cuatro grandes presas son controladas por la DVC. Otra presa más, la Durgapur fue construida en el Damodar aguas abajo de las cuatro anteriores, en 1955, en Durgapur, con reguladores en cabeza para canales a cada lado de alimentación de un extenso sistema de canales y distributarios. En 1978, el gobierno de Bihar (antes de la formación del estado de Jharkhand) construyó el embalse Tenughat en el río Damodar, al margen del control de la DVC. Se ha propuesto construir un nuevo embalse en el río Barakar, en Belpahari, en el estado de Jharkhand.